# Cathelyne Graeve

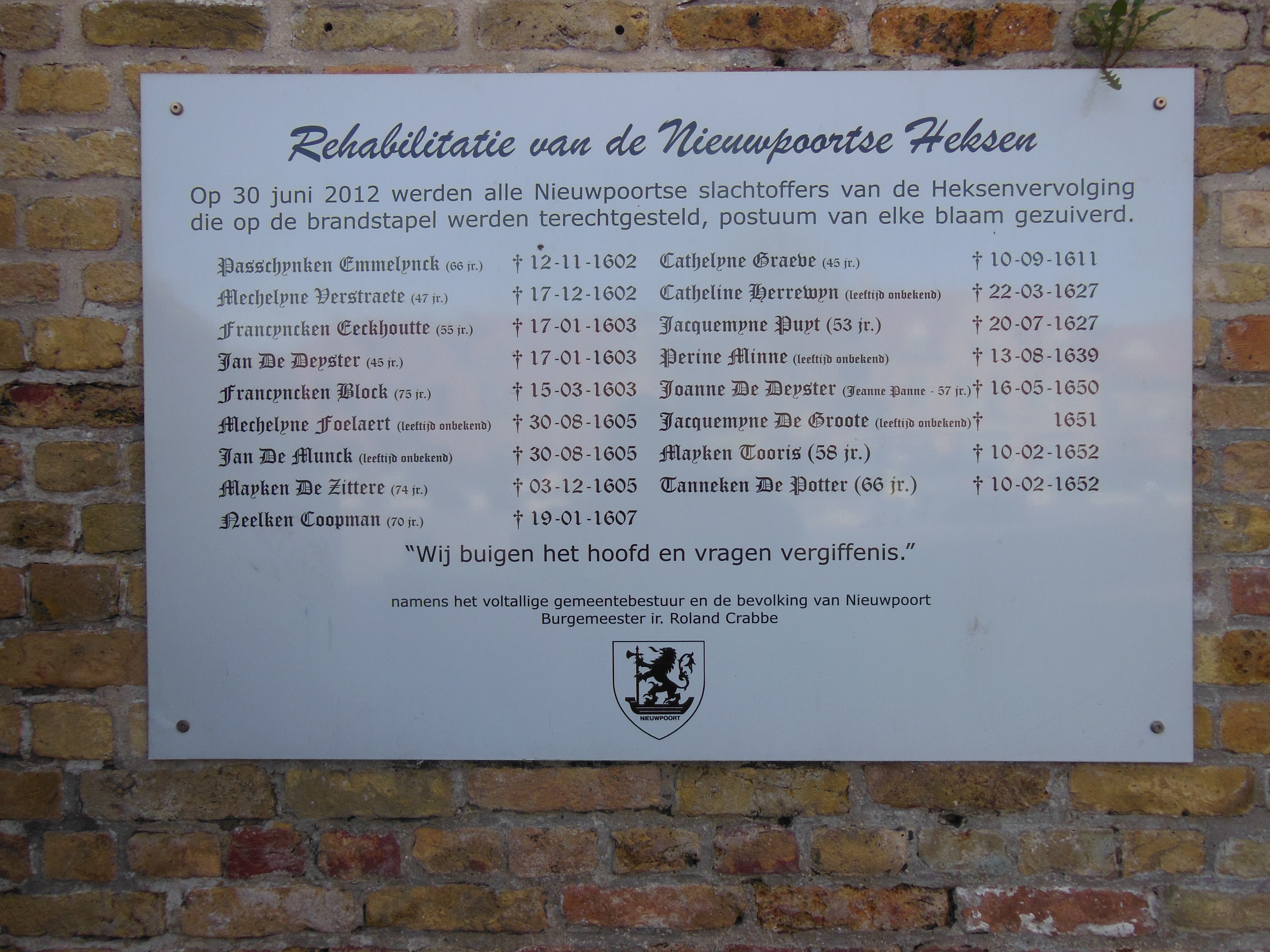
Naamlijst van de Nieuwpoortse tot de brandstapel veroordeelde heksen van 1602 tot 1652

Cathelyne Graeve (? - Nieuwpoort, 10 september 1611) was een slachtoffer van de heksenvervolging in Europa. Zij werd op 10 september 1611 tussen elf en twaalf uur met het vuur 'van levende lyfve ter doot ghebracht'. Het grauwe poedertje dat ze van de duivel gekregen had, werd mee verbrand. Haar asse werd door de beul begraven.